# Zajcewo (rejon miorski)
Zajcewo (biał. Зайцава; ros. Зайцево) – wieś na Białorusi, w obwodzie witebskim, w rejonie miorskim, w sielsowiecie Uźmiony.
Dawniej używana nazwa – Zajcowo.

## Historia
W czasach zaborów wieś w gminie Czeress, w powiecie dzisieńskim, w guberni wileńskiej Imperium Rosyjskiego. Wieś należała do dóbr Czeress ks. Radziwiłłów.
W latach 1921–1945 wieś leżała w Polsce, w województwie wileńskim, w powiecie dziśnieńskim, od 1926 w powiecie brasławskim, w gminie Czeress a od 1927 w gminie Leonpol.
Według Powszechnego Spisu Ludności z 1921 roku zamieszkiwało tu 46 osób, wszystkie były wyznania prawosławnego i zadeklarowały białoruską przynależność narodową. Było tu 10 budynków mieszkalnych. W 1931 w 11 domach zamieszkiwały 63 osoby.
Wierni należeli do parafii rzymskokatolickiej w Leonpolu i prawosławnej w m. Czeress. Miejscowość podlegała pod Sąd Grodzki w Druji i Okręgowy w Wilnie; właściwy urząd pocztowy mieścił się w Leonpolu.
W wyniku napaści ZSRR na Polskę we wrześniu 1939 miejscowość znalazła się pod okupacją sowiecką. 2 listopada została włączona do Białoruskiej SRR. Od czerwca 1941 roku pod okupacją niemiecką. W 1944 miejscowość została ponownie zajęta przez wojska sowieckie i włączona do obwodu mińskiego Białoruskiej SRR. Do 1962 roku w składzie sielsowietu Malce.
Od 1991 w składzie niepodległej Białorusi.